# Strauchsavanne

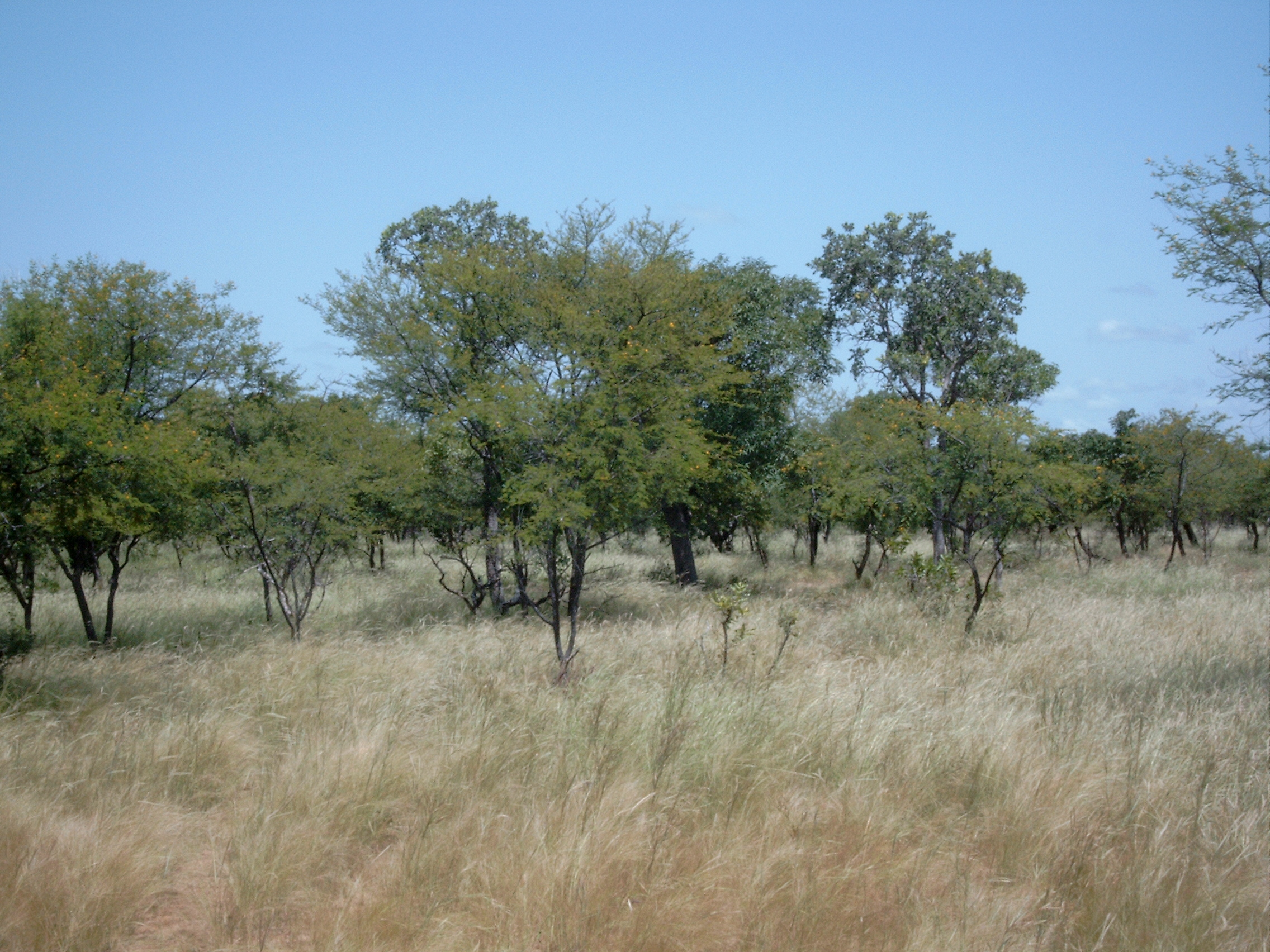
Strauchsavanne mit Acacia hockii und Andropogon pseudapricus

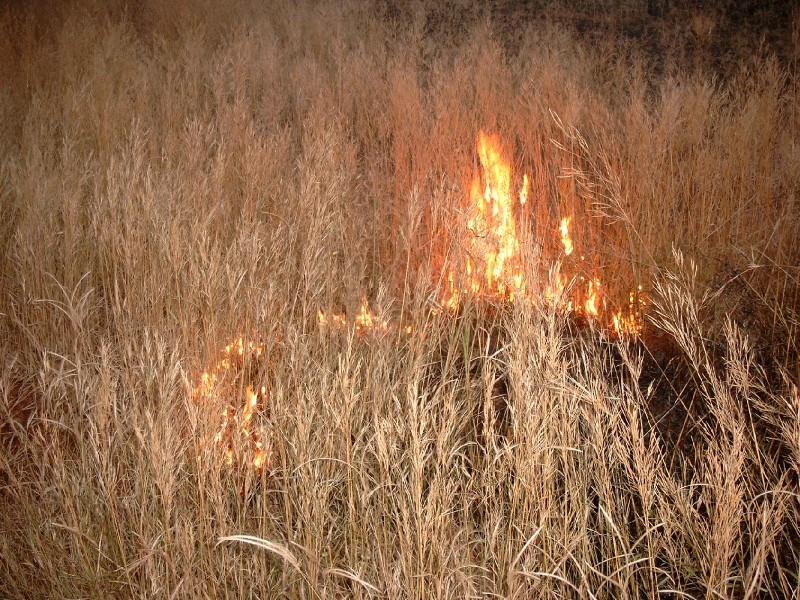
Buschfeuer in Burkina Faso

Die Strauchsavanne (auch: Strauchsteppe) ist je nach Betrachtungsweise eine Ökozone, ein Zonobiom oder eine Vegetationszone der Tropen, vornehmlich der Trockenen Tropen. Diese Vegetationsformation ist geprägt durch das überwiegende Vorkommen von Strauchvegetation und kleinen knorrigen Bäumen mit Höchstmaßen von zehn bis fünfzehn Metern sowie hohen Savannengräsern. Die Strauchsavanne stellt sich zumeist auf Flächen langer Brache ein und ist sehr buschfeuergefährdet.
Charakteristische Baumarten entstammen den Ordnungen der Schmetterlingsblütenartigen und Heidekrautartigen, wie die Afzelia africana, der Néré-Baum und der Karitébaum (Vitellaria paradoxa).
Seit den 1950er-Jahren wird der Savannenbegriff stark differenziert. Nach dem Kriterium zunehmender Baumanteile pro Flächeneinheit, wird in folgender grober Reihenfolge gelistet: baumlose Grassavanne, Strauchsavanne, Baumsavanne und Savannenwald. Ein Savannenwald weist mindestens 50 % Baumdichte auf. Dazwischen liegt die Strauchsavanne mit grundsätzlich niedrigerer Baumdichte.